# Нефертем
Нефертем (такође и Нефертум, Нефер-Тем и Нефер-Тему) је староегипатско божанство, бог сунца Доњег Египта.
Слично Атуму, у почетку је и био млади Атум, бог залазећег сунца. Често се Атум и Нефертем слично приказују.
Нефертем је син Птах. Његова мајка је Баст, која се могла претворити у Секхмет и вероватно га је у том облику родила.
Египћани су носили мале кипове Нефертема, као амулете за срећу.

## Приказ
Нефертем се приказује као леп младић, са лотосовим цветом на глави, а понекад и са главом лава.